# Jarome Iginla
Jarome Arthur-Leigh Adekunle Tig Junior Elvis Iginla, connu sous le nom de Jarome Iginla, (né le 1er juillet 1977 à Edmonton, dans la province de l'Alberta au Canada) est un joueur de hockey sur glace professionnel canadien, de père d'origine nigériane. Après trois saisons dans la Ligue de hockey de l'Ouest avec les Blazers de Kamloops entre 1993 et 1996, il est sélectionné par les Stars de Dallas lors du repêchage d'entrée dans la Ligue nationale de hockey de 1995. Il rejoint les Flames de Calgary en décembre 1995 et y passe toute sa carrière avant de rejoindre les Penguins de Pittsburgh en mars 2013.
En 1996, il intègre l'équipe junior du Canada et remporte la médaille d'or au championnat du monde. Dès la saison suivante, il joue avec l'équipe senior et remporte une nouvelle médaille d'or lors du championnat du monde. En 2002 puis en 2010, il est médaillé olympique.

## Biographie

### Son enfance
Son père, Adekunle Iginla, est né au  Nigéria et rejoint le Canada à l'âge de 18 ans. Son prénom étant souvent mal prononcé, il le change pour prendre celui d'Elvis avant d'épouser Susan, une femme venant de l'Oregon aux États-Unis. Jarome Arthur-Leigh Adekunle Tig Junior Elvis Iginla naît le 1er juillet 1977 dans la ville d'Edmonton en Alberta au Canada. Le nom complet de Jarome Iginla reprend ainsi les deuxièmes prénoms de son père, Arthur-Leigh, le prénom son père ainsi que le diminutif du prénom de son grand-père paternel, Tijani. Iginla est un mot yoruba qui signifie « gros arbre ». Ses parents divorcent alors qu'il n'a qu'un an et il grandit avec sa mère et sa grand-mère maternelle.
En 1991-1992 et 1992-1993, il joue au sein de la ligue midget AAA de l'Alberta Midget Hockey League avec les Raiders de St. Albert. Au cours de sa deuxième année au sein de l'équipe, il participe au match des Étoiles de la ligue et inscrit un but et une aide pour la victoire de la division Nord.

### Ses débuts en junior, deux Coupes Memorial
En 1993, à l'âge de 16 ans, Jarome Iginla rejoint les rangs des Blazers de Kamloops dans la Ligue de hockey de l'Ouest, ligue de hockey sur glace junior faisant partie de la Ligue canadienne de hockey. À la fin de la saison, les Blazers terminent à la première place du classement puis remportent les séries éliminatoires. L'équipe participe à la Coupe Memorial 1994, tournoi final qui voit l'affrontement des meilleures équipes de la LCH : les Saguenéens de Chicoutimi, de la Ligue de hockey junior majeur du Québec, les Centennials de North Bay de la Ligue de hockey de l'Ontario, les Blazers et enfin le Titan de Laval de la LHJMQ en tant qu'équipe hôte. L'équipe de Kamloops remporte la Coupe Memorial en battant le Titan sur le score de 5-3, Iginla faisant partie de l'effectif sacré champion.
Lors de la saison suivante, l'équipe termine une nouvelle fois à la première place du classement et gagne les séries éliminatoires ; avec 18 points lors de la phase finale, Iginla est le deuxième meilleur pointeur de son équipe derrière Darcy Tucker. Les Blazers sont donc champions de la LHOu alors qu'ils ont déjà été désignés hôtes du tournoi de la Coupe Memorial 1995. Les autres équipes participant au tournoi sont les Olympiques de Hull de la LHJMQ, les Red Wings Junior de Détroit de la LHO et enfin les Wheat Kings de Brandon battus en finale des séries par l'équipe d'Iginla. Cette dernière garde la main sur son trophée en battant en finale les Red Wings Junior sur le score de 8-2. Jarome Iginla est mis en avant par le LCH en recevant le trophée George-Parsons du joueur avec le meilleur état d'esprit du tournoi.

### La première médaille internationale
À la suite de cette finale, au cours de l'été 1995, Iginla participe au repêchage d'entrée dans la Ligue nationale de hockey ; il est sélectionné lors du premier tour par les Stars de Dallas, le onzième joueur choisi au total,. Il poursuit une saison de plus dans la ligue junior avec Kamloops et finit la saison 1995-1996 avec 136 points, le quatrième plus haut total de points de la compétition et le deuxième de son équipe, douze points de moins que son coéquipier Hnat Domenichelli troisième au classement.
Entre-temps, deux évènements importants de sa carrière ont lieu. Les droits d'Iginla sont tout d'abord échangés aux Flames de Calgary en compagnie de Corey Millen et en retour de Joe Nieuwendyk le 19 décembre 1995. Une semaine plus tard, il participe pour la première fois de sa carrière à une compétition internationale en jouant avec l'équipe junior du Canada lors du championnat du monde junior joué à Boston aux États-Unis. Lors du premier tour, le Canada remporte les quatre matchs joués et se qualifie ainsi directement pour les demi-finales. Les joueurs canadiens gagnent leur place en finale en battant l'équipe de Russie sur le score de 4-3 puis ils remportent la médaille d'or en battant la Suède sur la marque de 4-1. Avec cinq buts et sept aides, le joueur de Kamloops termine meilleur pointeur de la compétition ; il est également sacré meilleur attaquant et désigné membre de l'équipe type du tournoi.
Lors des séries de la LHOu, l'équipe des Blazers sont éliminés en demi-finale par les Chiefs de Spokane, deuxième meilleure équipe de la saison régulière. La saison d'Iginla ne s'arrête pas pour autant puisqu'il participe à deux rencontres lors des séries éliminatoires de la Coupe Stanley de la saison 1995-1996 de la LNH avec les Flames. Il joue ainsi deux matchs dans la LNH, le premier match ayant lieu le 21 avril 1996 ; en deux rencontres jouées, il compte une passe décisive et un but mais son équipe est éliminée en quatre rencontres par les Blackhawks de Chicago dès le premier tour des séries. La LHOu met Iginla en avant en lui remettant le Trophée commémoratif des quatre Broncos en tant que meilleur joueur de la saison. Il est également sélectionné dans l'équipe type de l'Ouest.

### Les Flames de Calgary

#### Les premières années sans série

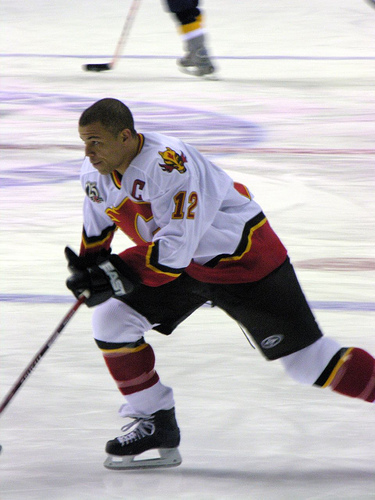
Iginla en mars 2006.

Iginla fait ses débuts officiels en saison régulière en 1996-1997, ne manquant pas une seule rencontre du calendrier. Il compte 50 points pour ses débuts en tant que recrue finissant ainsi meilleur pointeur des recrues et sélectionné dans l'équipe type des joueurs recrues. Il se classe également deuxième pour le trophée Calder derrière Bryan Berard.
L'équipe terminant cinquième de sa division est éliminée de la course aux séries mais Iginla continue sa saison en étant appeler à jour pour l'équipe du Canada lors du championnat du monde. Il y compte cinq points en onze rencontres et aide son pays à remporter la médaille d'or en venant à bout de la Suède en trois rencontres.
À la suite de cette saison, l'entraîneur des Flames, Pierre Pagé, est licencié et remplacé à son poste par Brian Sutter. Il reste pendant trois saisons au club, trois saisons où l'équipe ne participe toujours pas aux séries éliminatoires. En 1998-1999, Iginla finit meilleur buteur de son équipe avec 28 réalisations, Cory Stillman étant le meilleur pointeur avec 57, 6 d'avances sur Iginla. En 2000-2001, l'équipe change d'entraîneur mais les Flames ne parviennent toujours pas à se hisser en série ; d'un point de vue individuel, Iginla inscrit 71 points, son plus haut total depuis ses débuts dans la LNH et il finit meilleur pointeur et buteur de son équipe.

#### Meilleur joueur de la LNH
La saison 2001-2002 de la LNH est interrompue par les Jeux olympiques de Salt Lake City. Iginla est sélectionné pour faire partie de l'équipe canadienne olympique. L'équipe finit à la troisième place de la phase préliminaire après avoir été battu par la Suède 5-3 puis avoir fait match nul contre la République tchèque. Le Canada ne remporte ainsi qu'une victoire contre l'Allemagne. L'équipe parvient à la finale en battant la Finlande sur le score de 2-1 en quart-de-finale ; elle bat ensuite la Biélorussie sur la marque de 7-1. La finale oppose les deux équipes d'Amérique du Nord, le Canada aux États-Unis. L'équipe du Canada remporte son premier titre olympique depuis 50 ans en battant les Américains sur le score de 5-2, les deuxième et quatrième buts du Canada étant inscrits par Iginla.
De retour dans la LNH, Iginla augmente son total de points en inscrivant 96 points dont 52 buts. Il finit ainsi en tête de son équipe pour ces deux statistiques mais également pour toute la LNH. Il remporte le trophée Art-Ross en tant que meilleur pointeur et le trophée Maurice-Richard du meilleur buteur. En plus de ces deux trophées, il reçoit le Lester-B.-Pearson du meilleur joueur selon ses pairs et est sélectionné dans la première équipe type de la saison.
Il signe une prolongation de contrat pour deux saisons au cours de l'été 2002 pour un montant de 13 millions de dollars. Au cours de la saison suivante, les résultats ne suivent toujours pas et la franchise engage Darryl Sutter comme nouvel entraîneur. Même s'il ne parvient pas à qualifier son équipe pour les séries, il connaît une bonne fin de saison avec une fiche de 19 victoires, 18 défaites, 8 nuls et 1 match nul. Iginla est toujours le meneur de son équipe avec 67 points en 75 rencontres même s'il manque la compétition pendant un mois à la suite d'une blessure à un doigt, blessure qu'il se fait lors d'un combat.

#### Capitaine des Flames

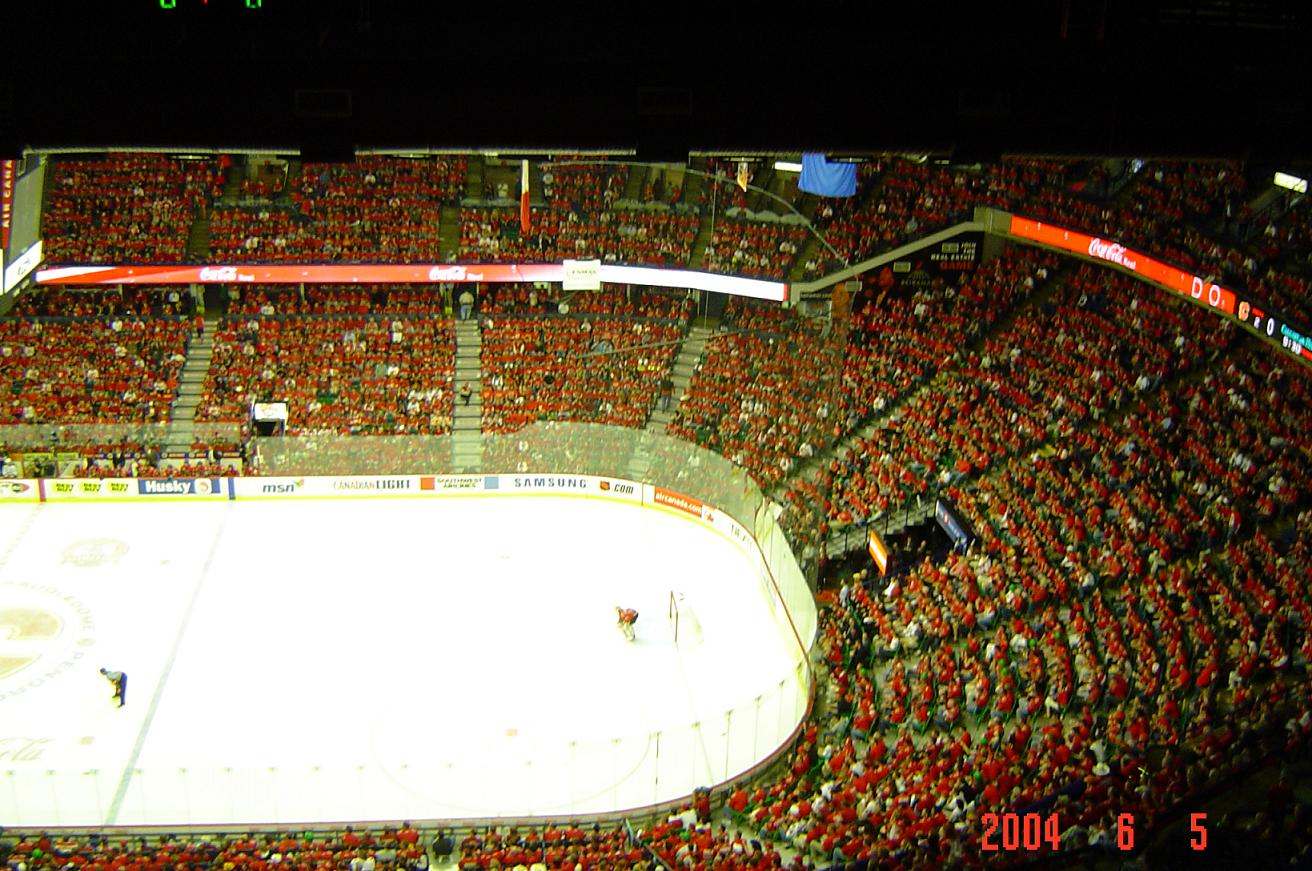
Sixième match de la finale de la Coupe Stanley 2004.

En octobre 2003, il est nommé capitaine de son équipe en prenant la place de Craig Conroy qui le recommande pour le poste. Conroy et Robyn Regehr deviennent ses deux assistants. Certains affirment qu'Iginla devient le premier capitaine noir de la LNH alors que Dirk Graham, de descendance africaine, est nommé capitaine des Blackhawks de Chicago en 1989.
Au cours de cette saison 2003-2004, le nouveau capitaine ne déçoit pas puisqu'il inscrit 41 buts, à égalité avec Ilia Kovaltchouk et Rick Nash, et remporte de nouveau le trophée Maurice-Richard. Pour la première fois depuis huit saisons, l'équipe se classe dans les huit meilleures formations de la conférence en prenant la sixième place. Avec 13 buts, il est le meilleur buteur de toute la LNH et aide son équipe à jouer pour la première fois depuis quinze ans la finale de la Coupe Stanley. Ils éliminent ainsi sur leur chemin les Canucks de Vancouver, meilleure équipe de la division des Flames, puis les Red Wings de Détroit, meilleure équipe de la saison régulière pour l'ensemble de la LNH. Ils sont finalement défaits en sept rencontres par le Lightning de Tampa Bay. À la suite de cette saison, Iginla reçoit donc le trophée du meilleur buteur mais également le trophée King-Clancy en tant que joueur avec le meilleur leadership  et ayant le plus contribué à la société et il est également sélectionné dans la seconde équipe d'étoiles de la LNH.
Fin août 2004, la LNH organise la Coupe du monde alors qu'un lock-out menace la saison 2004-2005. Pour cette compétition internationale Iginla est associé à Mario Lemieux et à Joe Sakic. Avec trois victoires en autant de rencontres, le Canada se hisse à la première place du groupe Amérique et joue son quart de finale contre la Slovaquie. Le Canada s'impose sur le score de 5-0, avec un blanchissage de Martin Brodeur ainsi que deux buts et une passe décisive pour Iginla. L'équipe du Canada atteint la finale de la compétition en écartant l'équipe de République tchèque à la suite de la prolongation. Le Canada remporte la compétition en battant en finale la Finlande 3-2.
Comme pressentit, la saison 2004-2005 de la LNH n'a pas lieu et au lieu de jouer dans une autre équipe, Iginla préfère passer la saison à travailler sur son physique, sa vitesse et son endurance. La LNH reprend pour la saison 2005-2006 et il participe à toutes les rencontres de son équipe. Il termine meilleur pointeur et buteur des Flames et joue son 700e match dans la LNH le 1er avril 2006. Premiers de la division Nord-Ouest, les Flames se font surprendre dès le premier tour des séries par les Mighty Ducks d'Anaheim en sept rencontres.
Le 5 décembre 2006, il réalise la 300e aide de sa carrière contre les Hurricanes de la Caroline et deux jours plus tard, il atteint la même marque mais pour le nombre de buts ; il compte ainsi 600 points depuis ses débuts dans la LNH. Il termine la saison 2006-2007 à la onzième place du classement des meilleurs pointeurs de la LNH avec 94 points, le meilleur total de son équipe
Au cours de la saison 2009-2010 de la LNH, il joue son millième match dans la LNH, tous ses matchs ayant été joués avec les Flames ; il est ainsi le premier joueur de l'histoire des Flames à réaliser cette performance d'autres joueurs ayant dépassé la barre symbolique mais après avoir joué avec d'autres équipes par le passé.
Le 30 décembre 2009, Jarome est nommé assistant capitaine de l'équipe Canada pour les Jeux olympiques de Vancouver (2010).
Le 1er avril 2011, Iginla marque le millième point de sa carrière dans la LNH lors d'une victoire de 3-2 contre les Blues de Saint-Louis. Il devient le 77e joueur de l'histoire de la LNH à compter 1000 points au cours de sa carrière ; le samedi 7 janvier 2012, il devient le 42e joueur de l'histoire de la LNH à marquer 500 buts.

### Après les Flames

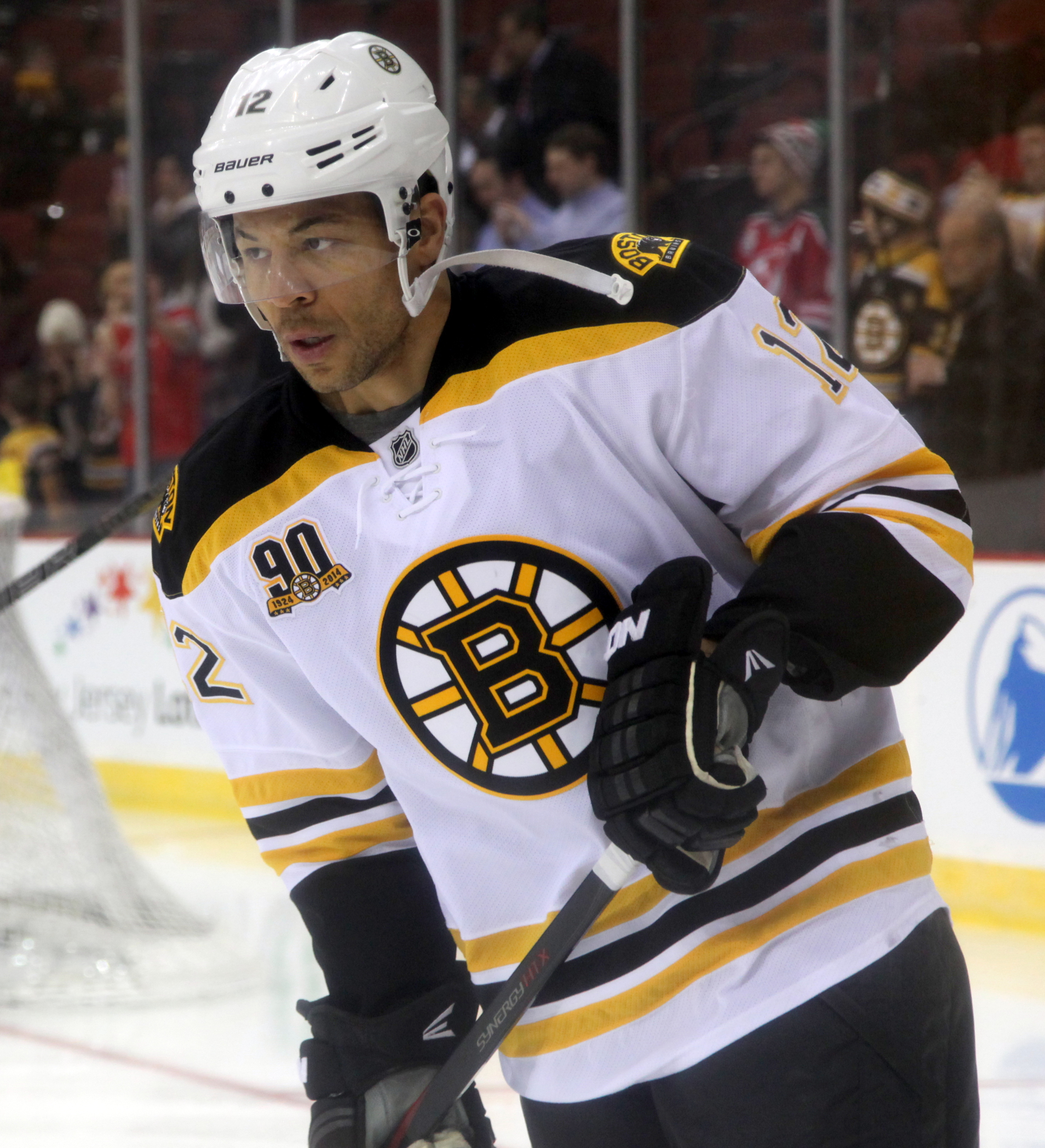
Iginla avec les Bruins de Boston.

Les débuts de la saison 2012-2013 est écourtée en raison de l'absence d'un accord entre la LNH et l'Association des joueurs de la Ligue nationale de hockey. Finalement, le jeu reprend mi-janvier. Le 28 mars 2013, il est échangé aux Penguins de Pittsburgh contre Ben Hanowski, Kenny Agostino et un choix de premier tour au repêchage 2013.
Le 5 juillet 2013, Iginla signe un contrat d'un an pour 6 millions de dollars avec les Bruins de Boston. Le 10 décembre, il joue son premier match à Calgary depuis son départ des Flames et reçoit une longue ovation de la part des fans de l'équipe avant le début du match.
Le 1er juillet 2014, il change encore une fois d'équipe en signant un contrat de 3 ans et 16 millions de dollars avec l'Avalanche du Colorado.
Il prend sa retraite en juillet 2018 après 20 saisons dans la LNH. Son numéro 12 est retiré par les Flames de Calgary lors d'une cérémonie d'avant match le 2 mars 2019 et il devient le troisième joueur des Flames à voir son numéro hissé dans les hauteurs du Scotiabank Saddledome après Lanny McDonald (numéro 9) et Mike Vernon (numéro 30).

## Statistiques

### Statistiques en club
| Saison     | Équipe                 | Ligue       |       | Saison régulière | Saison régulière | Saison régulière | Saison régulière | Saison régulière |    | Séries éliminatoires | Séries éliminatoires | Séries éliminatoires | Séries éliminatoires | Séries éliminatoires |
| Saison     | Équipe                 | Ligue       | PJ    | B                | A                | Pts              | Pun              | PJ               | B  | A                    | Pts                  | Pun                  |                      |                      |
| 1991-1992  | Raiders de St. Albert  | AMHL        | 36    | 26               | 20               | 56               | 22               | -                | -  | -                    | -                    | -                    |                      |                      |
| 1992-1993  | Raiders de St. Albert  | AMHL        | 36    | 34               | 35               | 87               | 20               | -                | -  | -                    | -                    | -                    |                      |                      |
| 1993-1994  | Blazers de Kamloops    | LHOu        | 48    | 6                | 23               | 29               | 33               | 19               | 3  | 6                    | 9                    | 10                   |                      |                      |
| 1994       | Blazers de Kamloops    | C. Memorial | -     | -                | -                | -                | -                | 4                | 0  | 2                    | 2                    | 4                    |                      |                      |
| 1994-1995  | Blazers de Kamloops    | LHOu        | 72    | 33               | 38               | 71               | 111              | 21               | 7  | 11                   | 18                   | 34                   |                      |                      |
| 1995       | Blazers de Kamloops    | C. Memorial | -     | -                | -                | -                | -                | 4                | 4  | 2                    | 6                    | 7                    |                      |                      |
| 1995-1996  | Blazers de Kamloops    | LHOu        | 63    | 63               | 73               | 136              | 120              | 16               | 16 | 13                   | 29                   | 44                   |                      |                      |
| 1995-1996  | Flames de Calgary      | LNH         | -     | -                | -                | -                | -                | 2                | 1  | 1                    | 2                    | 0                    |                      |                      |
| 1996-1997  | Flames de Calgary      | LNH         | 82    | 21               | 29               | 50               | 37               | -                | -  | -                    | -                    | -                    |                      |                      |
| 1997-1998  | Flames de Calgary      | LNH         | 70    | 13               | 19               | 32               | 29               | -                | -  | -                    | -                    | -                    |                      |                      |
| 1998-1999  | Flames de Calgary      | LNH         | 82    | 28               | 23               | 51               | 58               | -                | -  | -                    | -                    | -                    |                      |                      |
| 1999-2000  | Flames de Calgary      | LNH         | 77    | 29               | 34               | 63               | 26               | -                | -  | -                    | -                    | -                    |                      |                      |
| 2000-2001  | Flames de Calgary      | LNH         | 77    | 31               | 40               | 71               | 62               | -                | -  | -                    | -                    | -                    |                      |                      |
| 2001-2002  | Flames de Calgary      | LNH         | 82    | 52               | 44               | 96               | 77               | -                | -  | -                    | -                    | -                    |                      |                      |
| 2002-2003  | Flames de Calgary      | LNH         | 75    | 35               | 32               | 67               | 49               | -                | -  | -                    | -                    | -                    |                      |                      |
| 2003-2004  | Flames de Calgary      | LNH         | 81    | 41               | 32               | 73               | 84               | 26               | 13 | 9                    | 22                   | 45                   |                      |                      |
| 2005-2006  | Flames de Calgary      | LNH         | 82    | 35               | 32               | 67               | 86               | 7                | 5  | 3                    | 8                    | 11                   |                      |                      |
| 2006-2007  | Flames de Calgary      | LNH         | 70    | 39               | 55               | 94               | 40               | 6                | 2  | 2                    | 4                    | 12                   |                      |                      |
| 2007-2008  | Flames de Calgary      | LNH         | 82    | 50               | 48               | 98               | 18               | 7                | 4  | 5                    | 9                    | 2                    |                      |                      |
| 2008-2009  | Flames de Calgary      | LNH         | 82    | 35               | 54               | 89               | 37               | 6                | 3  | 1                    | 4                    | 0                    |                      |                      |
| 2009-2010  | Flames de Calgary      | LNH         | 82    | 32               | 37               | 69               | 58               | -                | -  | -                    | -                    | -                    |                      |                      |
| 2010-2011  | Flames de Calgary      | LNH         | 82    | 43               | 43               | 86               | 40               | -                | -  | -                    | -                    | -                    |                      |                      |
| 2011-2012  | Flames de Calgary      | LNH         | 82    | 32               | 35               | 67               | 43               | -                | -  | -                    | -                    | -                    |                      |                      |
| 2012-2013  | Flames de Calgary      | LNH         | 31    | 9                | 13               | 22               | 22               | -                | -  | -                    | -                    | -                    |                      |                      |
| 2012-2013  | Penguins de Pittsburgh | LNH         | 13    | 5                | 6                | 11               | 9                | 15               | 4  | 8                    | 12                   | 16                   |                      |                      |
| 2013-2014  | Bruins de Boston       | LNH         | 78    | 30               | 31               | 61               | 47               | 12               | 5  | 2                    | 7                    | 12                   |                      |                      |
| 2014-2015  | Avalanche du Colorado  | LNH         | 82    | 29               | 30               | 59               | 42               | -                | -  | -                    | -                    | -                    |                      |                      |
| 2015-2016  | Avalanche du Colorado  | LNH         | 82    | 22               | 25               | 47               | 41               | -                | -  | -                    | -                    | -                    |                      |                      |
| 2016-2017  | Avalanche du Colorado  | LNH         | 61    | 8                | 10               | 18               | 54               | -                | -  | -                    | -                    | -                    |                      |                      |
| 2016-2017  | Kings de Los Angeles   | LNH         | 19    | 6                | 3                | 9                | 16               | -                | -  | -                    | -                    | -                    |                      |                      |
| Totaux LNH | Totaux LNH             | Totaux LNH  | 1 554 | 625              | 675              | 1 300            | 1 040            | 81               | 37 | 31                   | 68                   | 98                   |                      |                      |

### Statistiques en équipe nationale
| Année | Équipe                  | Compétition                 |    | PJ | B | A  | Pts | Pun            |  | Résultat |
| 1996  | Équipe du Canada junior | Championnat du monde junior | 6  | 5  | 7 | 12 | 4   | Médaille d'or  |  |          |
| 1997  | Équipe du Canada        | Championnat du monde        | 11 | 2  | 3 | 5  | 2   | Médaille d'or  |  |          |
| 2002  | Équipe du Canada        | Jeux olympiques             | 6  | 3  | 1 | 4  | 0   | Médaille d'or  |  |          |
| 2004  | Équipe du Canada        | Coupe du monde              | 6  | 2  | 1 | 3  | 2   | Médaille d'or  |  |          |
| 2006  | Équipe du Canada        | Jeux olympiques             | 6  | 2  | 1 | 3  | 4   | Septième place |  |          |
| 2010  | Équipe du Canada        | Jeux olympiques             | 7  | 2  | 5 | 7  | 0   | Médaille d'or  |  |          |

## Trophées et honneurs personnels

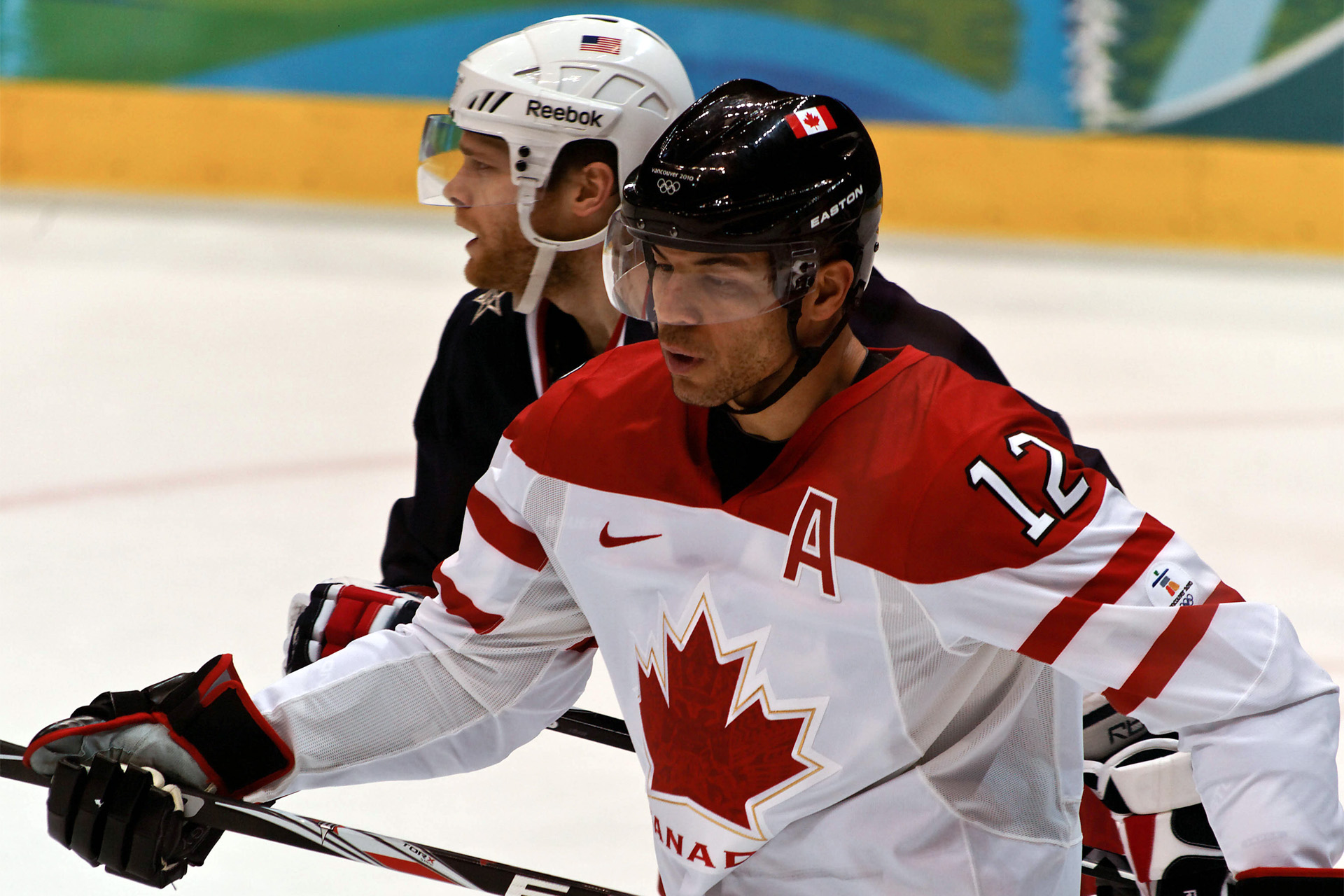
Iginla avec l'équipe du Canada en 2010.

- 1992-1993 : joue le match des Étoiles de l'AMHL
- 1993-1994 : 
  - Champion de la saison et des séries de la LHOu avec les Blazers de Kamloops
  - Coupe Memorial avec les Blazers de Kamloops
- 1994-1995 :
  - Champion de la saison et des séries de la LHOu avec les Blazers de Kamloops
  - Coupe Memorial avec les Blazers de Kamloops
  - Trophée George-Parsons du joueur avec le meilleur état d'esprit de la LCH
- 1995-1996 :
  - Meilleur pointeur et meilleur attaquant du Championnat du monde junior
  - Sélectionné dans l'équipe type du Championnat du monde junior
  - Champion du monde junior avec le Canada
  - Sélectionné dans la première équipe de l'Ouest de la LHOu
  - Trophée commémoratif des quatre Broncos du meilleur joueur de la LHOu
  - Sélectionné dans la première équipe de la LCH
- 1996-1997 :
  - Sélectionné dans l'équipe type des recrues de la LNH
  - Champion du monde avec le Canada
- 2001-2002 :
  - Sélectionné dans la première équipe d'étoiles de la LNH
  - Trophée Maurice-Richard du meilleur buteur de la LNH
  - Trophée Art-Ross du meilleur pointeur de la LNH
  - Trophée Lester-B.-Pearson du meilleur joueur de la LNH selon ses pairs
  - Champion olympique avec le Canada
- 2003-2004 :
  - Sélectionné dans la seconde équipe d'étoiles de la LNH
  - Trophée Maurice-Richard
  - Trophée King-Clancy en tant que joueur avec le meilleur leadership et ayant le plus contribué à la société
  - Remporte la Coupe du Monde avec le Canada
- 2007-2008 : sélectionné dans la première équipe d'étoiles de la LNH
- 2008-2009 :
  - Sélectionné dans la première équipe d'étoiles de la LNH
  - Trophée Mark-Messier en tant que joueur avec le meilleur leadership
- 2009-2010 : champion olympique avec le Canada
- 2018-2019 : retrait de son chandail numéro 12 par les Flames de Calgary[52]